# Tawera bollonsi
Tawera bollonsi är en musselart som beskrevs av Powell 1932. Tawera bollonsi ingår i släktet Tawera och familjen venusmusslor. Inga underarter finns listade i Catalogue of Life.